# Calabar
Calabar város Nigéria délkeleti részén, Cross River szövetségi állam székhelye. Az azonos nevű, Calabar folyó torkolatánál fekszik.
Agglomerációjának népessége kb. 465 ezer fő 2015-ben.
Az egykori Dél-Nigéria fővárosa. 
A lakosság nagy része a halászatból, kereskedelemből vagy a környék mezőgazdaságából él.
Az eredetileg az efik és efut törzsek által alapított Calabar a 15. század végén a rabszolga-kereskedelem egyik központja lett. Majd megjelentek a német, holland, francia és angol misszionáriusok is, akik keresztény hitre térítették a népet. Calabar a rabszolgaság eltörlése után is virágzó település maradt, ekkor a pálmaolaj vált a fő árucikké.
A város ma is őrzi gyarmati jellegét, ami csak a minden év októberében, a seki-apu (álarcosbál) fesztivál idején változik meg: ekkor az utcák álarcot viselő dobosokkal és táncosokkal telnek meg.

## Fordítás
Ez a szócikk részben vagy egészben  a   Calabar című angol Wikipédia-szócikk fordításán alapul.  Az eredeti cikk szerkesztőit annak laptörténete sorolja fel. Ez a jelzés csupán a megfogalmazás eredetét és a szerzői jogokat jelzi, nem szolgál a cikkben szereplő információk forrásmegjelöléseként.